# Kuźnica Katowska
Kuźnica Katowska (niem. Alt Hammer)– wieś w Polsce, położona w województwie opolskim, w powiecie opolskim, w gminie Popielów.

## Nazwa
W alfabetycznym spisie miejscowości na terenie Śląska wydanym w 1830 roku we Wrocławiu przez Johanna Knie wieś występuje pod polską nazwą Kuznika Katowska oraz niemiecką nazwą Alt Hammer we fragmencie „Hammer Alt, polnisch Kuznika Katowska”.

## Opis
Ludność w tej miejscowości według spisu powszechnego z 2011 liczyła 131 osób. Położona około 3 km. od Karłowic.